# Contea di Huailai
La contea di Huailai (怀来县S, Huáilái XiànP) è una contea della Cina, situata nella provincia di Hebei e amministrata dalla prefettura di Zhangjiakou.